# Исаев, Олег Николаевич (врач)
Олег Николаевич Исаев (28 августа 1967, Семипалатинск, Казахская ССР, СССР — 10 июля 2020, Кокшетау, Казахстан) — казахстанский врач анестезиолог-реаниматолог. Отличник здравоохранения Казахстана (2010).
Посмертно удостоен званий «Герой Труда Казахстана» с вручением знака особого отличия Золотой звезды и ордена «Отан» (2020).

## Биография
Олег Николаевич Исаев родился 28 августа 1967 года в Семипалатинске.
В 1994 году окончил Семипалатинский государственный медицинский институт по специальности «Лечебное дело».
С 2000 по 2006 годы — врач анестезиолог-реаниматолог высшей категории ГКП на ПХВ «Кокшетауская городская многопрофильная больница».
С 2006 по 2020 годы — Заведующий отделением анестезиологии и реанимации ГКП на ПХВ «Кокшетауская городская многопрофильная больница» при управлении здравоохранения Акмолинской области.
Олег Николаевич входил в число десяти лучших врачей анестезиологов Казахстана.
Скончался 10 июля 2020 года от COVID-19.

## Награды и звания
- Звания «Қазақстанның Еңбек Ері» с вручением знака особого отличия Золотой звезды и ордена «Отан» — за выдающиеся заслуги перед Республикой Казахстан, самоотверженность, проявленную при исполнении служебного долга. (Посмертно Указ президента РК от 13 июля 2020 года.)[3][4]
- Нагрудный знак Министерства здравоохранения РК «Отличник здравоохранения» (2010)
- Награждён почетными грамотами и благодарственными письмами и др.